# ENEOS
ENEOS株式会社（エネオス、英: ENEOS Corporation）は、東京都千代田区大手町に本社を置く、石油製品の精製および販売等を行う企業。持株会社ENEOSホールディングスの傘下であり日本の石油元売として最大手、世界では第6位の規模を持つ。ENEOSグループの中核企業である。三菱石油の流れを汲むことから三菱グループに属する。
ENEOSグループは、それぞれの事業分野ごとに専門の事業会社を置く。ENEOSは持株会社ENEOSホールディングスの石油精製、販売部門を担う事業会社。ENEOS Xplora（旧JX石油開発）、ENEOSマテリアル、JX金属、ENEOS Power、ENEOSリニューアブルエナジー（旧ジャパンリニューアブルエナジーJRE）と共にENEOSホールディングスの主要事業会社である。

## 概要
社名の「ENEOS」は、2001年に当時の日石三菱が「NISSEKI（日本石油）」、「三菱石油」に代わるガソリンスタンドの新ブランドとして制定したものである。日石三菱は2002年に新日本石油に社名変更した。
2010年（平成22年）4月、新日本石油と業務提携関係にあったジャパンエナジーの持株会社である新日鉱ホールディングス（JX日鉱日石金属→JX金属）が経営統合し、共同持株会社のJXホールディングスが発足した。そして、同年7月にグループ内の再編により、新日本石油が行っていた子会社管理等の管理事業をJXホールディングスへ、石油開発事業をJX日鉱日石開発（JX石油開発→ENEOS Xplora）へそれぞれ継承すると共に、新日本石油が新日本石油精製とジャパンエナジーを吸収合併して、JX日鉱日石エネルギーに商号変更した。そして、経営統合から5年半が経過した2016年1月、JXブランドが浸透したため、「日鉱日石」を商号から外し、JXエネルギーに商号変更した。
2017年4月、親会社のJXホールディングスは東燃ゼネラル石油を株式交換により子会社化し、JXTGホールディングスに商号を変更した。同時に、JXエネルギーは東燃ゼネラルを吸収合併し、商号をJXTGエネルギーに変更した。2020年6月にはJXTGグループ（グループ名もENEOSグループに変更）の運営体制の変更に伴い、ENEOS株式会社に商号変更された。

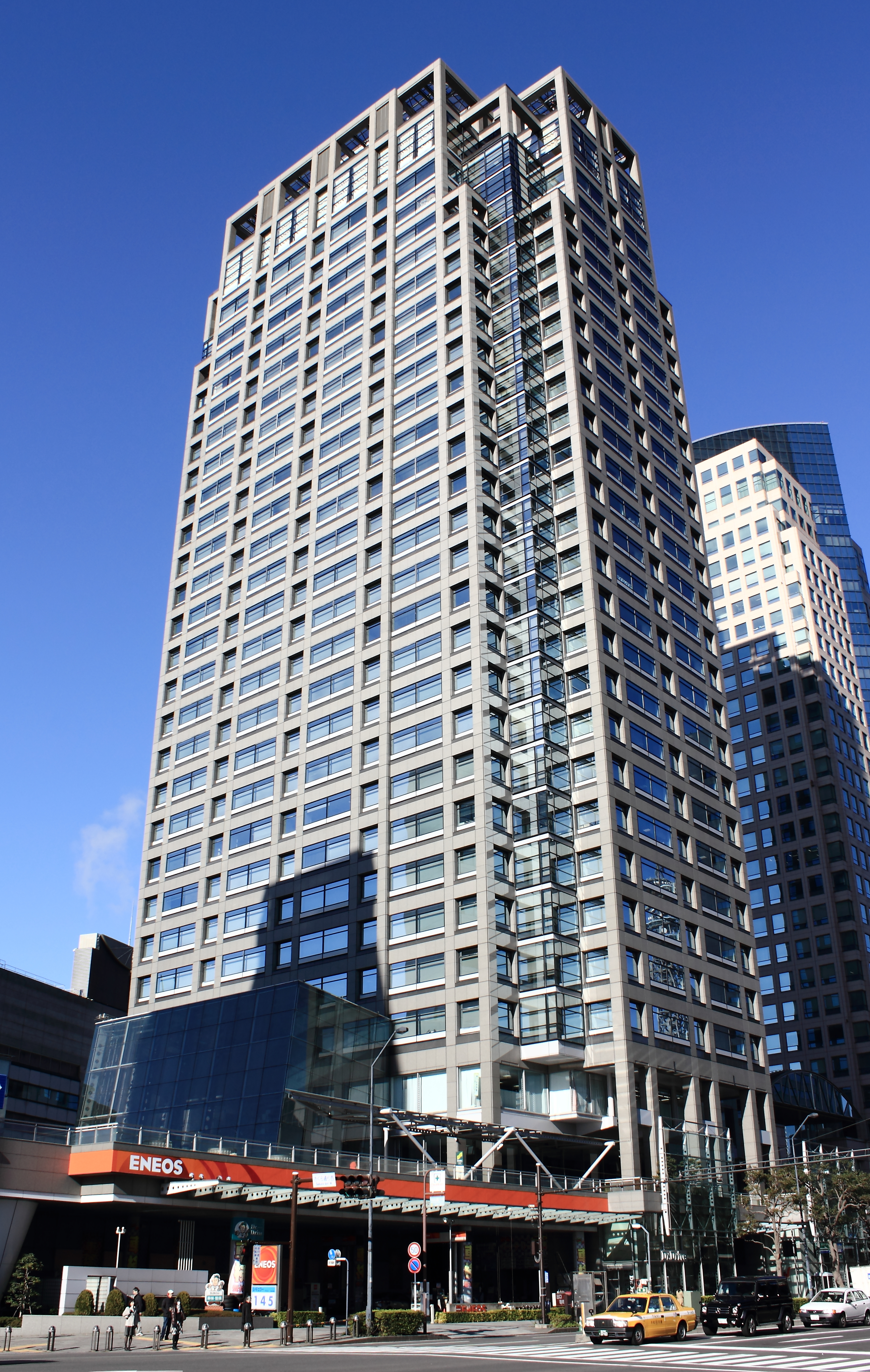
日石横浜ビル（横浜みなとみらい地区）

石油元売の一つであるコスモ石油とは業務提携関係にあり、原油調達・石油精製・物流・潤滑油の各部門で1999年より提携している。2004年には、互いに相手方の対象特許を使用して燃料油の製造・販売することを可能とするクロスライセンス契約を締結した。これらのほか、2002年には出光興産と精製部門で提携、2006年にはジャパンエナジーと開発・精製・物流・燃料電池・技術開発の分野における業務提携を結んだ。日本国外の企業では大韓民国のSKと提携関係にあり、中華人民共和国の中国石油天然気集団公司と協力関係にある。
メインバンクは、旧新日本石油の前身である日本石油時代からの流れによりみずほ銀行 で、他に取引行として三井住友銀行 や三菱UFJ銀行があるが、旧日本石油と旧三菱石油が合併した流れから、三菱グループの一員であり、親会社のENEOSホールディングスは三菱金曜会と三菱広報委員会に所属している。また、旧日産コンツェルン系の春光グループの一員でもあり、春光会の会員企業でもある。
社長は、NOE発足以降、3代続けて新日石側から出している（同様に、HDおよびNMMは新日鉱出身者、NEXは新日石出身者からいずれも3代続けて出している）。JXTGエネルギーに改称後は、JXエネルギーの杉森務社長（日本石油出身）は社名変更後もそのまま留任し、代表権のある副社長は、東燃ゼネラル石油の代表権のある副社長で同社子会社のEMGマーケティング合同会社（同社は、2017年1月1日に東燃ゼネラルに吸収合併され消滅）社長（正確には、代表社員職務執行者を社長として扱っていた）だった廣瀬隆史（東燃ゼネラルの前身のひとつであるモービル石油出身）が就任する形を取った。
2017年9月5日、エネオス、エッソ、モービル、ゼネラルの4ブランドを統合し、ブランド名をエネオスに統一すると発表、2018年10月より旧東燃ゼネラル石油の3ブランド は「ENEOS」もしくは「ENEOS EneJet」として、2019年6月末までに全て統合された。

## 事業内容
JXグループ（現・ENEOSグループ）の中核事業会社の一つとして発足した当社は、石油精製・販売部門を手がける。主な製品は、燃料油（ガソリン・軽油・灯油・ジェット燃料・重油など）やアスファルト、液化石油ガス、潤滑油（製品名は旧日本石油時代からの名称を使用している）といった石油製品や、ベンゼン・トルエン・キシレン・ナフサなどの石油化学製品である。
石油・石油化学以外のエネルギー事業では、液化天然ガスや石炭の輸入販売や燃料電池・エネファームの開発を進めるほか、製油所・製造所併設の発電所や油槽所に設置した風力発電設備などを使用した電力卸供給事業（IPP）や電力小売事業（PPS）を展開している。

## ブランド

### ENEOS
「ENEOS（エネオス）」は、サービスステーション等のブランド名で、「ENERGY（エネルギー）」とギリシア語で「新しい」意を表す「νέος（NEOS、ネオス）」を組み合わせた造語であるが、CMで流れているとおり「エネルギーをステキに」という願いも込められている。
旧日石三菱時代の2001年（平成13年）に、それまでの「NISSEKI（日本石油）」、「三菱石油」ブランドに代わる新ブランドとして制定された。2008年に九州石油が展開していた「STORK」ブランドを併合。さらにJX日鉱日石エネルギーの発足後は、ジャパンエナジーが展開していた「JOMO」ブランドも併合された。キャッチコピーは、「エネルギーを、ステキに。ENEOS」（2008年7月 - 2018年頃）→「とどけ！熱いエネルギー ENEOS」（2020年現在）。
旧日本石油（NiSSEKI）のマークであった「サンライズマーク」はENEOS発足後ほぼ淘汰されたがグループ企業の「ENEOSトレーディング株式会社」が運営するサンライズゴルフセンターのトレードマークとして存続している。

### ENEOS EneJet
東燃ゼネラル石油が2001年より「Express」の名称で運営していたエッソ・ゼネラル・モービルのセルフスタンドを2018年10月に転換した事業。

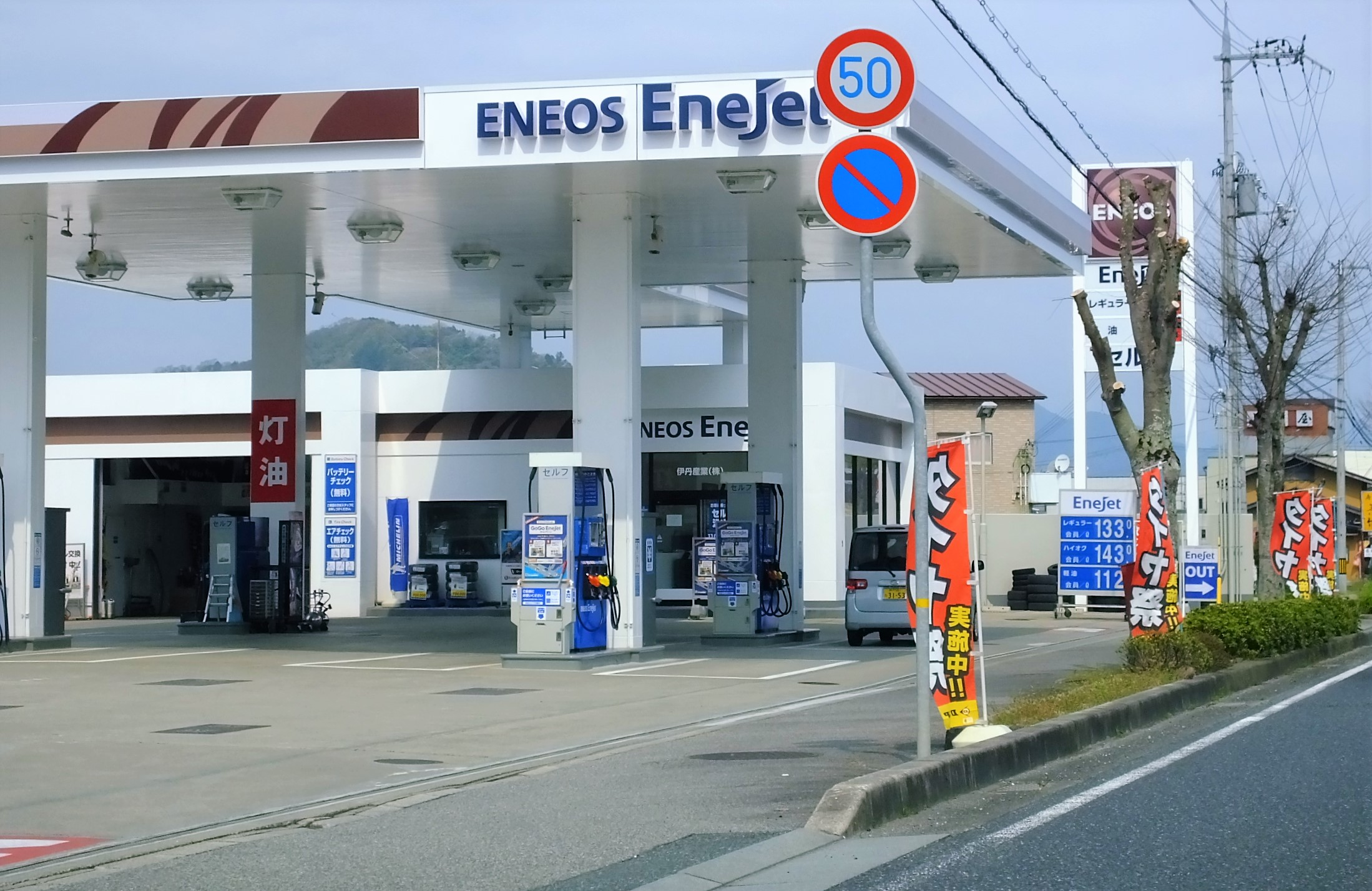
デザインが一新されたENEOSガソリンスタンド（エネオス セルフ丹波柏原）
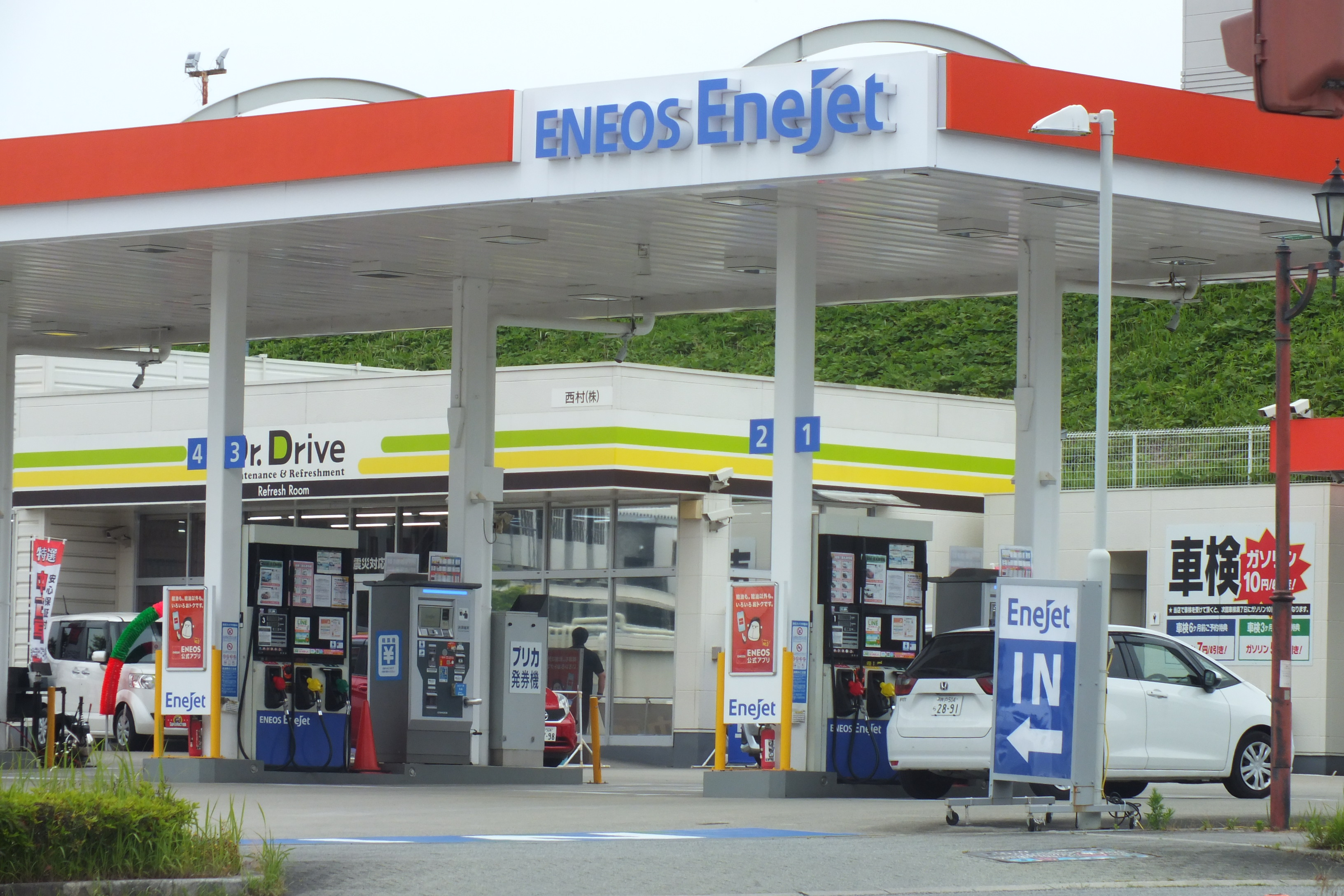
最新の店舗例。ENEOS EneJet Dr.Drive三田ウッディタウン店 西村（株）
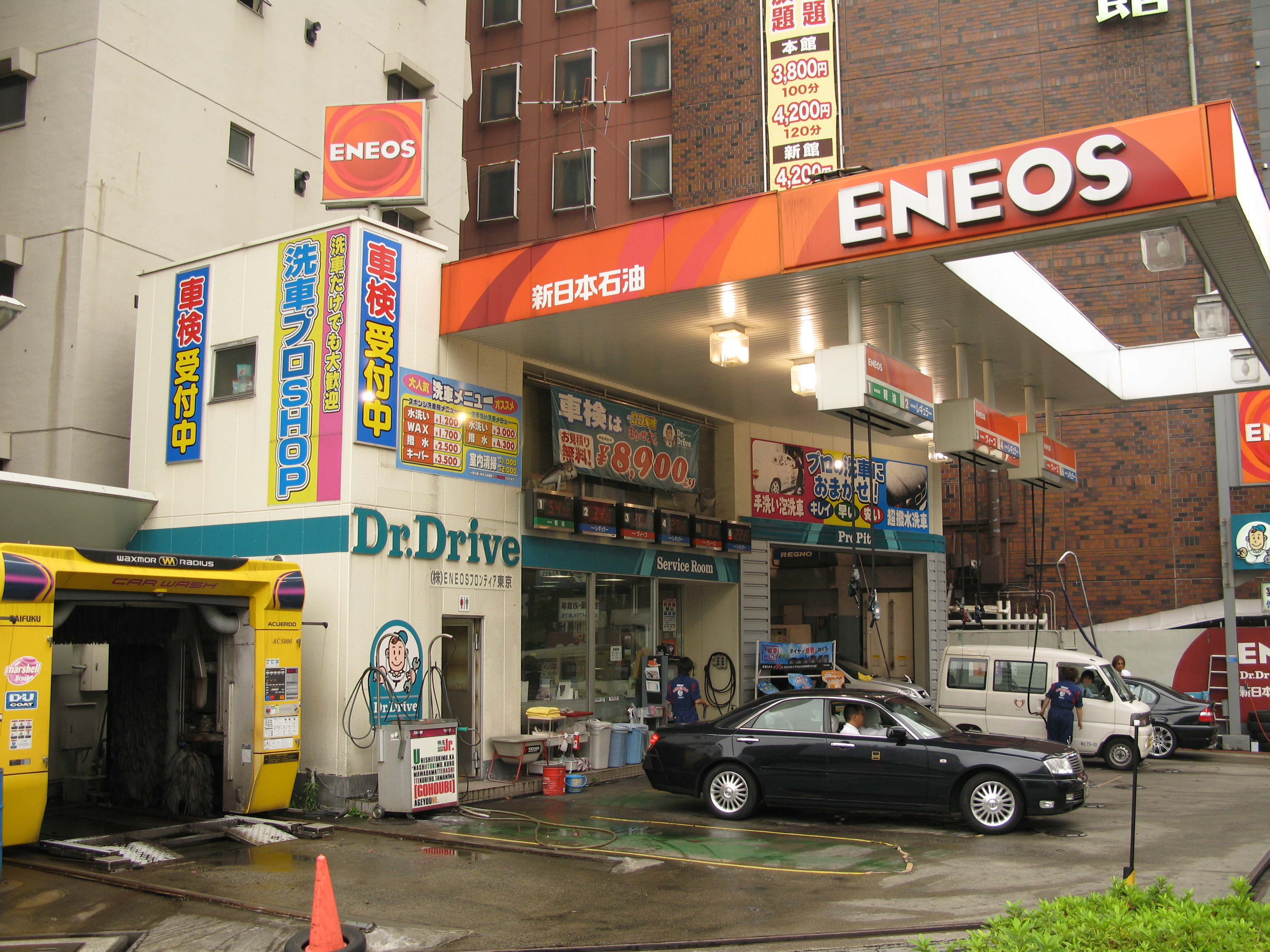
2007年当時の看板を掲げるENEOS（新日本石油）
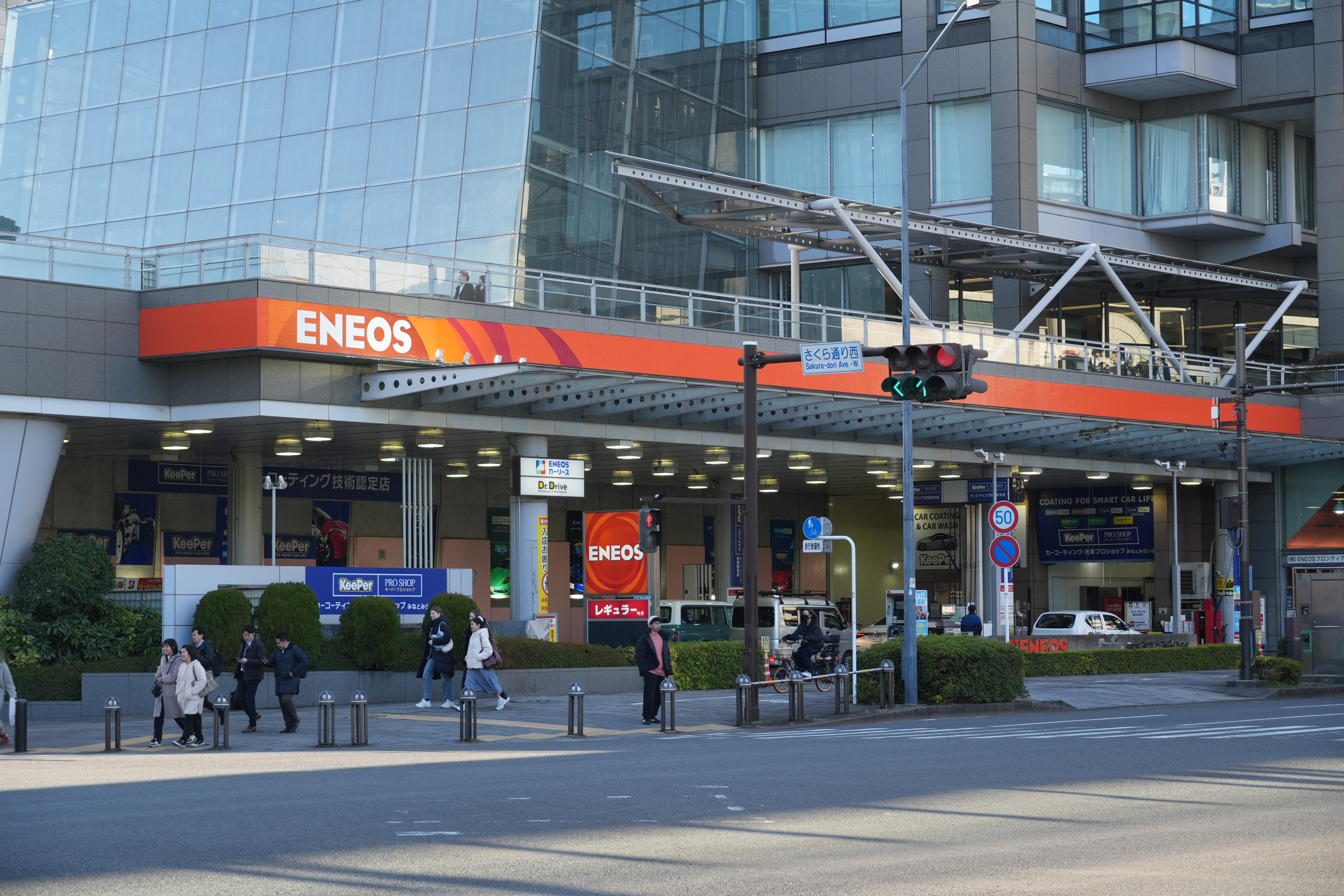
Dr. Drive みなとみらい店 (横浜市中区桜木町一丁目1番8号)

## サービス

### DrDrive
Dr.Drive（ドクタードライブ）とは、日本の石油元売最大手、ENEOSが全国の特約店のサービスステーションで展開する自動車ケアサービスである。
旧日石三菱時代の2001年に業界初のサービスが開始されたが、1990年代後半には旧日本石油で既に店舗ブランドとして導入されていた。旧ジャパンエナジーでは同様のサービスとして1999年よりValue5を展開していたが、2010年の合併に伴いこれもDr.Driveに統合された。2014年にロゴが現在のものにリニューアルされた。
車検、タイヤ交換、エンジンオイルを初めとする各種油脂類の交換など、自動車の整備全般を取り扱っており、取り扱い店舗にはDr.Driveの看板が掲げられている。スタンドの種類はフル・セルフ問わず展開している。
しかし最近は、これまでDr.Driveの看板を掲げていた店舗が改装により再び従来のカラーリングに戻し、Dr.Driveの名称がSS名から削除されるといった動きもある。

## 事業所

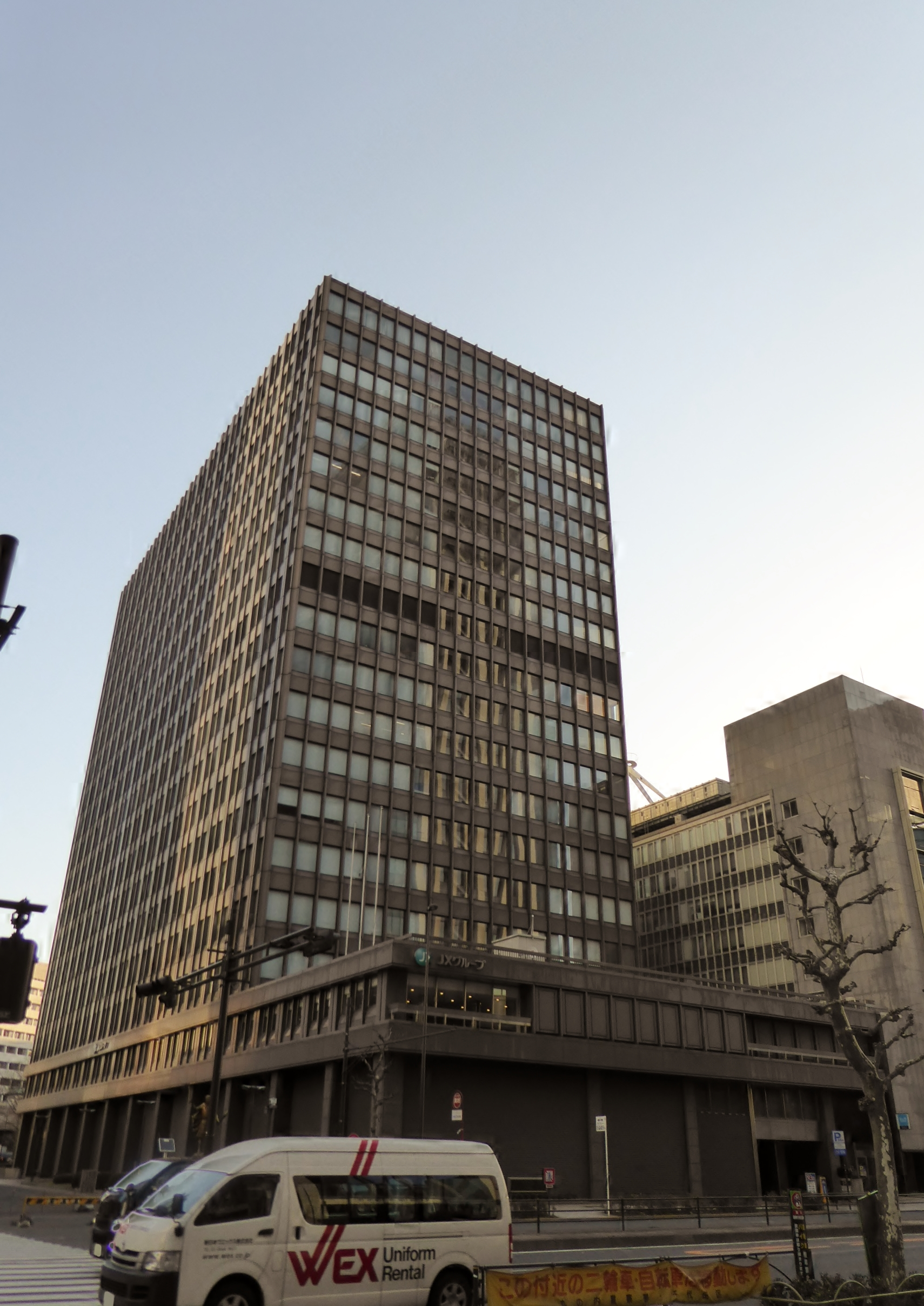
旧本社（JXビル）

### 本社・支店
- 本社
  - 東京都千代田区大手町1丁目
- 支店 - 東京支店・関東支店・広域支店は本社と同住所
  - 北海道支店 - 札幌市中央区北4条西5丁目
  - 東北支店 - 仙台市青葉区花京院1丁目
  - 中部支店 - 名古屋市中村区名駅4丁目
  - 関西支店 - 大阪市北区梅田3丁目
  - 中国支店 - 広島市南区的場町1丁目
  - 九州支店 - 福岡市中央区上川端町
  - 沖縄支店 - 那覇市久茂地1丁目

### 製油所・製造所
括弧内は1日あたりの原油処理能力。
- 仙台製油所 - 仙台市宮城野区港5丁目（145,000バレル）
- 鹿島石油鹿島製油所 - 茨城県神栖市東和田（270,000バレル）
- 大阪国際石油精製千葉製油所（旧極東石油工業） - 千葉県市原市千種海岸（152,000バレル）。
- 川崎製油所 - 神奈川県川崎市川崎区浮島町（258,000バレル）
- 根岸製油所 - 横浜市磯子区鳳町（150,000バレル）
- 堺製油所 - 大阪府堺市西区築港浜寺町（156,000バレル）
- 和歌山製油所 -  和歌山県有田市初島町浜（170,000バレル）
- 水島製油所 - 岡山県倉敷市潮通（345,200バレル）
- 麻里布製油所 - 山口県玖珂郡和木町和木6丁目（127,000バレル）
- 大分製油所 - 大分市一の洲（136,000バレル）
- 横浜製造所 - 横浜市神奈川区子安通3丁目

### 油槽所・その他

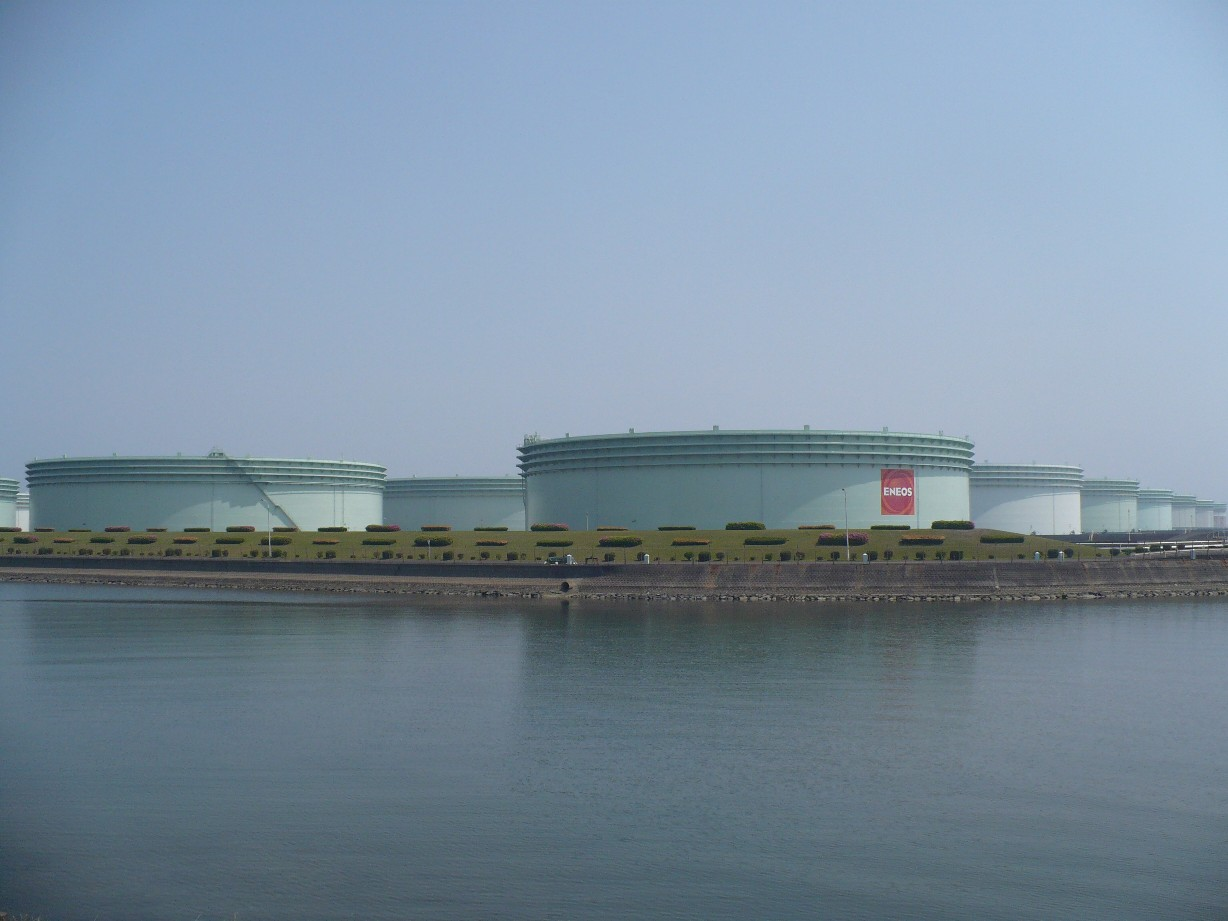
喜入石油備蓄基地

- 室蘭事業所 - 北海道室蘭市陣屋町1丁目、旧室蘭製油所
- 大阪事業所 - 大阪府高石市高砂、旧大阪国際石油精製大阪製油所
- 船川事業所 - 秋田県男鹿市船川港、旧ジャパンエナジー船川製油所
- 新潟事業所 - 新潟市中央区竜が島2丁目、旧日本石油新潟製油所
- 鹿島事業所 - 茨城県神栖市東和田
- 袖ヶ浦事業所 - 千葉県袖ケ浦市北袖、旧ジャパンエナジー袖ヶ浦潤滑油工場
- 川崎事業所 - 神奈川県川崎市川崎区扇町、旧三菱石油川崎製油所
- 下松事業所 - 山口県下松市東海岸通、旧日本石油精製下松製油所
- 市川油槽所 - 千葉県市川市本行徳
- 名古屋油槽所 - 名古屋市港区潮見町
- 神戸油槽所 - 神戸市須磨区外浜町1丁目
- 福岡油槽所 - 福岡市中央区荒津1丁目
- 日本海石油富山油槽所 - 富山市四方北窪、旧日本海石油富山製油所
- ENEOS喜入基地 - 鹿児島県鹿児島市喜入中名町
- 下松石炭中継基地 - 山口県下松市東海岸通
- 水島エルエヌジー水島LNG基地 - 岡山県倉敷市潮通
- ENEOSエルエヌジー・サービス八戸LNGターミナル - 青森県八戸市豊洲
- 釧路エルエヌジー釧路LNGターミナル - 北海道釧路市西港

## グループ会社
※旧法人名も含め、全て株式会社である。

### 石油備蓄部門
| 会社名             | 本社所在地           | 主な事業内容                           | 旧法人名                                           |
| ------------------ | -------------------- | -------------------------------------- | -------------------------------------------------- |
| ENEOS喜入基地      | 鹿児島市             | 石油類の貯蔵                           | 新日本石油基地 →JX日鉱日石石油基地 →JX喜入石油基地 |
| 上五島石油備蓄     | 横浜市中区           | 国家石油備蓄基地の操業                 | -                                                  |
| むつ小川原石油備蓄 | 青森県上北郡六ヶ所村 | 国家石油備蓄基地の操業に係る業務の受託 | -                                                  |
| 沖縄石油基地       | 沖縄県うるま市       | 石油類の貯蔵                           | -                                                  |
| 日本海石油         | 富山市               | 油槽所の運営                           | -                                                  |

### 石油精製・化学部門
| 会社名               | 本社所在地           | 主な事業内容                                                            | 旧法人名                    |
| -------------------- | -------------------- | ----------------------------------------------------------------------- | --------------------------- |
| 鹿島石油             | 東京都千代田区       | 石油製品の製造・販売                                                    | -                           |
| 大阪国際石油精製     | 千葉県市原市千種海岸 | 石油製品の製造・販売 （JXTGエネルギーと中国石油国際事業日本の合弁会社） | -                           |
| 三共油化工業         | 千葉県市川市         | 潤滑油・特殊アスファルトの製造・販売                                    | -                           |
| ENEOS和歌山石油精製  | 和歌山県海南市       | 潤滑油の製造・販売                                                      | 和歌山石油精製              |
| 水島パラキシレン     | 岡山県倉敷市         | パラキシレンの製造                                                      | -                           |
| 鹿島アロマティックス | 東京都港区           | パラキシレン、ベンゼン、軽質ナフサ等の製造販売                          | -                           |
| ENEOS NUC            | 東京都港区           | 高圧法低密度ポリエチレン、直鎖状低密度ポリエチレンの製造                | NUC（旧東燃ゼネラル石油系） |
| ENEOSマテリアル      | 東京都港区           | 合成ゴム、熱可塑性エラストマー、ラテックスの製造販売                    | JSRより製造設備を譲受       |

### 石油輸送部門
| 会社名                 | 本社所在地     | 主な事業内容                     | 旧法人名 |
| ---------------------- | -------------- | -------------------------------- | --- |
| ENEOSオーシャン        | 横浜市西区     | 海上運送業                       | JX日鉱日石タンカー （旧・新日本石油タンカー） JX日鉱日石シッピング （旧・日正汽船 旧・雄洋海運） →JXオーシャン |
| 昭和日タン             | 東京都千代田区 | 海上運送業                       | 昭和輸送船 日本タンカー                                                                                        |
| 日本グローバルタンカー | 東京都港区     | 外航タンカー・内航タンカーの運航 | - |

### 設備・工事部門
| 会社名             | 本社所在地   | 主な事業内容         | 旧法人名 |
| ------------------ | ------------ | -------------------- | -------- |
| アナテックサービス | 岡山県倉敷市 | 分析計のメンテナンス | -        |

### 石油製品販売・流通部門
| 会社名                  | 本社所在地     | 主な事業内容 | 旧法人名 |
| ----------------------- | -------------- | --- | --- |
| ENEOSフロンティア       | 東京都中央区   | 石油製品の販売 | ENEOSネットを吸収合併 |
| ENEOSジェネレーションズ | 横浜市西区     | 石油製品の販売 | 旧東燃ゼネラル石油系だった中央石油販売が2019年4月1日に社名変更                                                                        |
| ENEOSグローブ           | 東京都千代田区 | 液化石油ガスの輸入・販売、新エネルギー関連機器の販売 （三井物産・丸紅との3社合弁）                                                 | |
| ジャパンガスエナジー    | 東京都港区     | LPガス元売 （日商LPガス・伊藤忠エネクスとの3社合弁）                                                                               | - |
| ENEOSサンエナジー       | 東京都港区     | 石油製品、石油化学製品の販売・営業                                                                                                 | JOMOサンエナジー →JX日鉱日石サンエナジー                                                                                              |
| ENEOSリテールサービス   | 東京都中央区   | 石油製品、自動車関連用品の販売 | JOMOリテールサービス →JX日鉱日石リテールサービス →JXリテールサービス                                                                  |
| ENEOSジェイクエスト     | 東京都文京区   | 石油製品の販売、コンビニエンスストアーの運営                                                                                       | ジェイ・クエスト |
| アジア商事              | 東京都新宿区   | プロパンガス販売、自動車用品・サービスの販売、住宅リフォームなど                                                                   | - |
| JOMOプロ関東            | 前橋市         | LPガス・石油製品の販売等 | - |
| キョウプロ              | 京都市下京区   | LPガス、一般高圧ガス石油類の販売等                                                                                                 | - |
| ENEOSジュンテック       | 川崎市幸区     | 石油製品・業務用機材の販売等 | 日本ジュンテック ジョモガーディアンの給油所照明設備メンテナンス・油槽所タンククリーニング業務 →JX日鉱日石ジュンテック →JXジュンテック |
| ENEOSウイング           | 名古屋市東区   | 石油製品・自動車用品・保険の販売、オートリース・車検整備 （鈴与商事との共同持株会社であるJ&Sフリートホールディングスの完全子会社） | - |

### 流通部門
| 会社名              | 本社所在地     | 主な事業内容                                                                                         | 旧法人名 |
| ------------------- | -------------- | --- | --- |
| ENEOSトレーディング | 東京都千代田区 | SSに関する各種サポート、グループ向けリース、カーショップ・ゴルフ場・旅行代理店の運営、通信販売の運営 | 新日石トレーディング JOMOサポートシステム JOMOエンタープライズ（リース部門ならびに物販関係） ジョモガーディアン →JX日鉱日石トレーディング →JXトレーディング |
| ENEOSスカイサービス | 東京都港区     | 空港における給油サービス、空港給油施設受託運営                                                       | EAS ENEOSサンエナジー（航空給油事業） |

### その他石油関連製品の製造・販売部門
| 会社名                | 本社所在地         | 主な事業内容                                          | 旧法人名                                                           |
| --------------------- | ------------------ | ----------------------------------------------------- | ------------------------------------------------------------------ |
| ENEOSテクノマテリアル | 千葉県山武郡芝山町 | 不織布の製造・販売                                    | 新日石プラスト →JX日鉱日石ANCI →JX ANCI                            |
| 川崎天然ガス発電      | 東京都港区         | 天然ガス火力発電所の企画・運営 （ニジオとの合弁会社） | -                                                                  |
| ENEOS液晶             | 東京都千代田区     | 液晶ディスプレイ用フィルムの製造・販売                | 新日石液晶フィルム →JX日鉱日石液晶フィルム →JX液晶フィルム →JX液晶 |

## 沿革
2010年に新日本石油・新日本石油精製・ジャパンエナジーの3社を統合し発足した。前身の1つである新日本石油株式会社は、2002年に日石三菱株式会社が商号を変更して発足したが、さらに前身となる日石三菱は、1999年に日本石油株式会社が三菱石油株式会社を合併して発足した会社である。
- 2008年12月4日 - JOMOブランドを展開する新日鉱ホールディングスとの経営統合を発表し、覚書を締結。
- 2009年10月30日 - 新日鉱ホールディングスとの経営統合契約を締結。2010年4月1日付けで共同持株会社『JXホールディングス（現・ENEOSホールディングス）』を設立。
- 2010年

JX日鉱日石エネルギー→JXエネルギー時代のシンボルマーク

JX日鉱日石エネルギー時代のロゴ
  - 7月1日 - 新日本石油が新日本石油精製・ジャパンエナジーを合併し、商号をJX日鉱日石エネルギー株式会社に変更。同時に旧会社が展開していたカード（ENEOSカード（旧・新日本石油発行分）、JOMOカードなど）のENEOS・JOMO相互利用を一部のスタンドを除いて開始。あわせて、JOMOのスタンドでもTポイントが利用可能となった（この時はENEOSスタンドと共にTポイントの付与のみで、貯まったTポイントの利用は不可であった）。
  - 9月30日 - 「ENEOSカード」への統合に伴い、「JOMOカード（ライト・プラス）」の新規受付を終了。
  - 10月1日 - 当社（当時のJX日鉱日石エネルギー）発行分の「ENEOSカード」の新規受付を開始。ユーザーのニーズに合わせ、キャッシュバック特典付の「ENEOSカード C」、ポイント機能付の「ENEOSカード P」、ガソリン・軽油・灯油の一律値引きとポイント機能を兼ね備えた「ENEOSカード S」の3種類となり、発行元も三菱UFJニコスから旧・JOMOカード発行元であったトヨタファイナンスに変更された。合わせて、旧新日本石油発行分の「ENEOSカード」の一部制度変更も行われた。
  - 11月1日 - 旧新日本石油が展開していた自動車用オイル「ENEOSオイル」のラインナップを刷新し、100%化学合成油の「ENEOSプレミアムモーターオイル SUSTINA（サスティナ）」など18銘柄を発売。なお、新「ENEOSオイル」はJOMOのスタンドでも従来の「JOMOドリーマー」に替わって販売される。
- 2011年
  - 2月17日 - 水島製油所において、1980年から30年以上にわたり、LPG燃焼後の排出ガスの煤塵データについて、虚偽の記録を続けていたことが発覚。
  - 3月1日 - LPガス事業を吸収分割により三井丸紅液化ガスへ継承・統合。三井丸紅液化ガスはENEOSグローブに商号変更。
- 2012年
  - 2月7日 - 水島製油所において、倉敷海底トンネル事故発生。死者5名を出す惨事となる。
  - 4月1日 - ENEOSスタンドにおけるTポイント利用サービスを開始。併せて、一部のENEOSスタンドにおいてクレジット機能無しの「ENEOS Tカード」の発行も開始[注 4]。
  - 8月5日 - 水島製油所A工場で火災発生。製品用の潤滑油の原料を精製する第2真空蒸留プラントが7時間半に渡って燃え続けた。
- 2013年
  - 2月1日 - 当社子会社の一光と鈴与商事の子会社である鈴与エネルギーが株式移転を行い、当社と鈴与商事が共同で出資する持株会社としてJ&Sフリートホールディングスを設立（同年10月1日に株式移転によって同社傘下となった一光と鈴与エネルギーが合併し、ENEOSウイングとなる）。
  - 10月31日 - 住宅設備・建材メーカーのLIXILと業務提携契約を締結。
- 2016年

JXエネルギー時代のロゴ
  - 1月1日 - JXエネルギー株式会社に商号変更。本社を千代田区大手町二丁目の大手門タワー・JXビルへ移転。
  - 4月1日 - 一般家庭向け電力自由化解放に伴い、「ENEOSでんき」のブランド名で電力事業に参入。
- 2017年

JXTGエネルギー時代のロゴ
  - 4月1日 - 東燃ゼネラル石油とJXグループの経営統合に伴い、東燃ゼネラル石油を吸収合併し、JXTGエネルギー株式会社（英語名称:JXTG Nippon Oil & Energy Corporation）に商号変更[11]。なお、合併後も両社の「ENEOS」・「ゼネラル」・「Express」の3ブランドは維持され、エクソンモービルとのライセンス契約をJXTGエネルギーが継承したことにより、「Esso」・「Mobil」ブランドも維持される。
  - 9月6日 - 旧東燃ゼネラル石油の「ゼネラル」・「Express」ブランド、エクソンモービルとのライセンス契約で使用している「Esso」・「Mobil」ブランドを「ENEOS」ブランドに統一することを発表[5]。
- 2018年
  - 1月15日 - 前述のSSブランド統合の完了時期を2019年7月とし、「ENEOS」ブランドと「Esso」・「Mobil」・「ゼネラル」ブランドのクレジットカードの相互乗り入れ、「Express」ブランドを継承したセルフSSブランド「EneJet（エネジェット）」の展開などを発表[12]。
  - 6月1日（米国時間） - 子会社のアイエスジャパンの全株式を富士フイルムへ譲渡[13][14]（なお、アイエスジャパンは2019年4月1日付で富士フイルム和光純薬へ吸収合併された）。
  - 11月22日 - タイムズ24との連携で、グループ会社のENEOSフロンティアが運営する千葉県流山市の「ENEOS」にタイムズ24が運営するカーシェアリングサービス「タイムズカープラス」のトライアル運用を開始[15]。
  - 12月18日 - 中央石油販売が運営する埼玉県春日部市の「ENEOS」にOKULABが展開する「BALUKO LAUNDRY PLACE」を設置し、コインランドリー併設事業のトライアルを開始[16]。
- 2019年
  - 2月1日 - 「ENEOS都市ガス」のブランド名で家庭向け都市ガス事業に参入（一部地域を除く東京ガスの供給エリアが対象）[17]。
  - 4月1日 - 子会社のENEOSサンエナジーが担っていた航空給油事業を同社子会社のEASへ統合。EASはENEOSスカイサービスへ商号変更され、当社の子会社へ移行する[18]。
  - 7月1日 - 「Esso」・「Mobil」・「ゼネラル」ブランドを「ENEOS」ブランドへ統一完了。EneKeyの発行開始。
- 2020年
  - 4月1日 - 知多石油株式会社を合併。
  - 6月25日 - ENEOS株式会社（英語名称:ENEOS Corporation）に商号変更[19]。
  - 7月 - SS取扱のガソリンエンジンオイルが最新の国際規格（API/SP、ILSAC/GF-6）の認証取得（一部対象外あり）に伴ってリニューアルされ、「ENEOSオイル」は100%化学合成油グレードを「ENEOS X PRIME（エネオス エックス プライム）」に、部分合成油グレードを「ENEOS X」にそれぞれ名称を変更。併せて、「Mobilオイル」も合成油の「Mobil 1」や「Mobil Super/Super 3000」、部分合成油の「Mobil Super/Super 2000」、高級鉱物油の「Mobil Super 1000」、汎用鉱物油の「Mobil Special」の15銘柄がリニューアルされた[20]。
  - 9月1日 - 「ENEOSカーリース」のブランド名でカーリース事業を立ち上げ、東京都・埼玉県・栃木県の「Dr.Drive」セルフSS6ヶ所で実証を開始[21]。
  - 9月18日 - トライアルを実施していたコインランドリー併設事業を「ENEOS Laundry」として本格展開を開始（同日にトライアル1号店であった春日部を「ENEOS Laundry」へブランド転換し1号店として開業）[22]。
- 2021年
  - 4月1日 - 「ENEOSカーリース」の全国展開を開始[23]。JXビジネスサービス株式会社を合併。
  - 10月1日 - 販売部門のバックオフィス機能をアイネットとの合弁会社であるENEOSデジネットとして分社化[24]。
- 2022年
  - 3月31日 - この日をもって「Mobil 1」をはじめとする「Mobil」ブランドの取り扱いを終了。「ENEOS」ブランドに一本化される。
  - 4月1日 - 
    - 楽天ポイント及びdポイントの利用が開始され、既存のTポイントと合わせたマルチポイントへ移行。同時にTポイントのポイントレートが変更される[25][注 5]。
    - JSRより会社分割された準備会社の全株式取得を通じてエラストマー事業を買収。完全子会社化した準備会社はENEOSマテリアルに商号変更され事業を開始[26]。

  - 6月6日 - 日本電気より電気自動車充電設備を用いたEV充電サービス事業を承継し、一部を除くEV充電器の運営を開始[27]。
  - 7月1日 - スマートフォン向けアプリ「ENEOSサービスステーションアプリ」の提供を開始。給油設定（油種・給油量又は給油金額）、クーポン、QR・バーコード決済（モバイルEneKey）、利用履歴、ポイントカード連携の機能を備えており、注文から決済までの一連の作業をアプリ上にQRコードを表示させて店頭の端末に読み取ることで全て完了させることが可能となる[28]。
  - 10月1日 - 知多事業所の石油化学製品製造設備を出光興産に譲渡。当該設備は同社の愛知事業所（旧・愛知製油所）に統合され、愛知事業所北浜地区となる。
  - 11月21日 - EV経路充電サービス「ENEOS Charge Plus」を開始し、同日より埼玉県と東京都のSS2ヶ所に急速充電器を設置[29]。
- 2023年4月1日 - 再生可能エネルギー事業のうち、太陽光・陸上風力・洋上風力発電事業及び関連事業をグループ会社のジャパン・リニューアブル・エナジーへ移管[30]。
- 2024年4月1日 - ENEOSグループ内での運営体制見直しに伴い、機能材事業をENEOSマテリアルへ、再生可能エネルギー事業をジャパン・リニューアブル・エナジー（同日付でENEOSリニューアブル・エナジーへ商号変更）へそれぞれ事業統合するとともに、電気・都市ガス事業をENEOS Powerとして分社化し、これら3社をENEOSホールディングスの直接傘下へ移行[31]。

## CM
キャラクター
- エネゴリ
- エネグマ（2022年現在は登場していない。）

出演タレント
現在
- 大泉洋
- 川口春奈
- 吉田羊
- DREAMS COME TRUE - 吉田羊と共演
- 上白石萌歌 - 吉田羊と共演、ENEOSパーフェクトドリームキャンペーン（2019年7月 - 9月放送）
- 小池栄子 - ENEOSでんき
- 古館寛治 - 同上
- 峯村リエ - 同上
- 山寺宏一 - ラジオCM（声のみ）

歴代出演タレント
新日本石油時代の出演者についてはこちらを、日本石油時代の出演者についてはこちらを、三菱石油時代の出演者についてはこちらを、共同石油・ジャパンエナジー時代の出演者についてはこちらを、東燃ゼネラル石油・エッソ石油・モービル石油時代の出演者についてはこちらを参照。
- イチロー - 新日本石油から引き続き出演
- 竹内結子 - ジャパンエナジーから引き続き出演
- えなりかずき - 水川、エネゴリと共演
- ガッツ石松 - 水川、エネゴリと共演
- 福澤朗 - 水川、エネゴリと共演
- 樫木裕実 - 水川、エネゴリと共演
- 能年玲奈
- 水川あさみ - エネゴリと共演
- 田中みな実 - 「ニュースキャスター 水素編」で吉田と共演、なお、フリーアナウンサーに転身してから初のTVCM出演となる。
- 吉岡里帆 - 吉田羊と共演[32]

※声のみ
- 草野とおる - 招かれたイチロー編、招かれた竹内結子編（宇宙船の宇宙人の声）
- 森山周一郎 - エンジンオイルSUSTINA実感レポート 女性客編（車の声）
- クロちゃん（安田大サーカス） - エンジンオイルSUSTINA実感レポート 男性客編（車の声）
- 古谷徹[注 6] - ラジオCM

コマーシャルソング
旧日本石油のコマーシャルソングとして、冬季のストーブ用灯油のCMでの『日石灯油だもんネ』（作詞：五木寛之、作曲：越部信義）がある。この曲は、三菱石油との合併後も歌詞の一部を変更して（日石灯油→日石三菱→ENEOS灯油）引き続き使用されている。

### 提供番組
ここではJXに統合された2010年7月以降のスポンサー番組のみ掲載する。新日本石油時代のスポンサー番組についてはこちらを、日本石油時代のスポンサー番組についてはこちらを、三菱石油時代のスポンサー番組についてはこちらを、共同石油・ジャパンエナジー時代のスポンサー番組についてはこちらを参照。
太字は単独提供番組。スポンサークレジットは「ENEOS」となる。
☆は公式サイトに掲載されている正式の提供番組となる。
●は2020年10月からは絨毯つきのカラー表示。
テレビ
※2010年7月の統合以降、JXグループ発足からのスポンサークレジットはブランド名の「ENEOS」に変更されている。CM本編には社名の「ENEOS株式会社」とそのロゴ（CI）が表示されている。
現在
- ザ!鉄腕!DASH!!（日本テレビ系、2011年10月 - ）☆● ※ゴールデン移行初期は同業者の出光興産が提供していた。なお新日本石油（旧日石三菱）時代にも提供していた時期がある。

過去
- 行列のできる法律相談所（日本テレビ系、- 2011年3月）

- 天才!志村どうぶつ園（日本テレビ系、2011年4月 - 2012年3月）※「行列のできる法律相談所」から移動

- 水曜ドラマ（日本テレビ系、2012年4月 - 2014年3月）※「天才!志村どうぶつ園」から移動

- NEWS ZERO（日本テレビ系、 2014年4月 - ）※火曜中盤ナショナルスポンサー。撤退後は同業のidemitsuが提供。 ※テレビ宮崎を除く
- ザ!世界仰天ニュース（同上、2018年4月 - 不明）☆●
- 世界まる見え!テレビ特捜部（同上、2018年10月 - ）☆●
- 木曜ドラマ（テレビ朝日系、2017年4月 - 2022年3月）☆　※『緊急取調室』放送開始より。KDDIから引き継いだ、現在はDisney+→ナースパワーに交代。
- がっちりマンデー!!（TBS系、60秒、2010年（平成22年）6月までは旧ジャパンエナジーで提供）
- 新・情報7DAYS ニュースキャスター（TBS系、2016年4月 - 2023年9月）同業のidemitsuも提供。☆
- バイキング（フジテレビ系）
- 情報プレゼンター とくダネ!（フジテレビ系、2019年7月 - ）
- ジャンクSPORTS（フジテレビ系、2018年4月 - 2021年3月）☆
- 土曜ナイトドラマ（テレビ朝日、後半スポンサー）
- サンデーモーニング（TBS系）※がっちりマンデー!!降板後の2014年4月 - 2016年9月まで提供。前身のジャパンエナジー時代にも提供していた時期あり
- 日曜洋画劇場→日曜エンターテインメント（テレビ朝日系）
- テレビ朝日水曜21時枠刑事ドラマ（テレビ朝日系）※2017年4月より「木曜ドラマ」へ移行 など多数。
- news every.（中京テレビ）※ローカルスポンサー。NNN枠のスポンサーを務めていた時期がある。
- 鬼滅の刃 無限列車編（フジテレビ系、2021年10月 - ）☆

ラジオ
※ 2010年7月以降、イチローか竹内のどちらかが出演する内容のCM（経営統合をPRするもの）を放送するパターンが増えた。なお同年10月以降は新日本石油時代から提供していたエネファーム（ENEOS時代から引き続き、水川が出演）のCMが追加された。
2020年10月現在
- ENEOSプレゼンツ あさナビ （ニッポン放送・NRN系、2014年4月 - ）
- 福山雅治 福のラジオ（TOKYO FM・JFN系、2016年1月以降）
- お早うネットワーク（ニッポン放送・NRN系、2016年7月 - 、火・木曜日担当。前身のエッソ石油時代にも提供していた時期あり）
- ENEOS FOR OUR EARTH -ONE BY ONE-（J-WAVE・JFL系、2020年10月 - ）

過去
- 清水ミチコのミッチャン・インポッシブル（ニッポン放送、2006年10月 - 2014年3月、2010年6月までは「JOMO」冠で放送）
  - JX童話の花束（ニッポン放送・NRN系、2002年 - 2014年、2010年6月までは「JOMO」冠で放送）
- JFN時報 土日午前 (2002年頃)、平日13 - 16時（2008年4月 - 2011年3月）
- ENEOSプレゼンツ 渡辺真理のコトバ遺産（TBSラジオ・JRN系、2009年4月 - 2011年3月。2010年6月までは「JOMOプレゼンツ」名義で放送）
- AKB48のオールナイトニッポン（ニッポン放送・NRN系、2010年7月 - ）
- 山下達郎のサンデー・ソングブック（TOKYO FM・JFN系、2012年10月 - 2018年3月）
- ENEOS presents DREAMS COME TRUE 中村正人のENERGY for ALL（TOKYO FM・JFN系、山梨放送[注 7]、和歌山放送[注 7]、2018年4月 - 2020年9月）

ENEOS株式会社（エネオス）

## スポーツ関連事業
- モータースポーツ関連事業

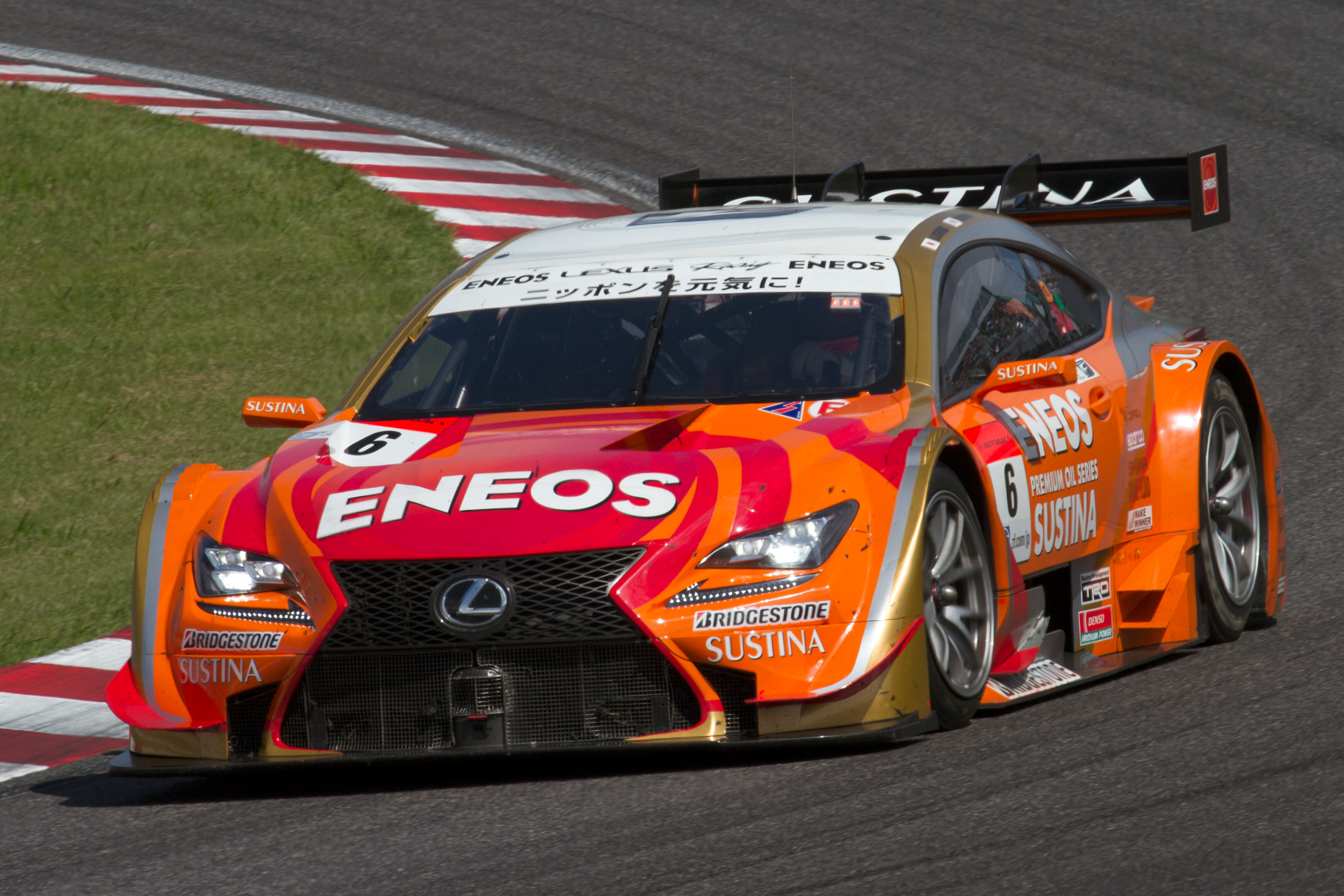
LEXUS TEAM Le Mans ENEOS

  - ホンダ・レーシング・F1チーム・スーパーアグリF1チーム（2005～2008年）
  - チーム ルマン LEXUS TEAM LeMans ENEOS（SUPER GT）（2008～2015年）
  - ROOKIE Racing TGR TEAM ENEOS ROOKIE（SUPER GT）（2021年～）
  - ヨシムラジャパン - 2009年まではJOMOブランドでスポンサード。2010年より合併に伴いENEOSブランドへ変更した。
  - スーパー耐久（冠スポンサー、2022年～）
- 野球日本代表オフィシャルスポンサー
- ENEOS野球部 - 都市対抗野球最多優勝回数をもつ社会人野球界の名門チーム。2010年7月に「新日本石油ENEOS野球部」から名称変更した。
- 天皇賜杯全日本軟式野球大会 - 軟式野球日本一決定戦。2014年大会から特別協賛。
- Vポイント×ENEOSゴルフトーナメント
- ENEOSサンフラワーズ - バスケットボール女子日本リーグ（Wリーグ）に所属し、オールジャパン最多優勝回数を持つ女子バスケットボール界の名門チーム。2010年7月に「JOMOサンフラワーズ」から、2013年4月に「JXサンフラワーズ」から、2020年6月に「JX-ENEOSサンフラワーズ」からそれぞれ名称変更した。
- 全国高等学校バスケットボール選抜優勝大会（JX-ENEOSウィンターカップ） - 2009年までは「JOMOウィンターカップ」として開催。
- ENEOS陸上競技部
- NPO法人ベイスターズ・ベースボールアカデミー - 横浜ベイスターズ（現・横浜DeNAベイスターズ）と提携して2006年に設立した。
- ENEOS水島サッカー班
- FC東京 - 旧新日本石油時代の2001年から2009年まで（胸スポンサー）と合併後の2012年から2017年まで（袖スポンサー）ユニフォームスポンサーを務め、現在はクラブスポンサーである。

## 公式スポンサー
- 東京ディズニーリゾート
  - ジャングルクルーズ（東京ディズニーランドにあるENEOSがオフィシャルスポンサーになっているアトラクション）
  - ディズニーシー・トランジットスチーマーライン（東京ディズニーシーにあるENEOSがオフィシャルスポンサーになっているアトラクション）

## 不祥事

### コンプライアンス違反など

#### 煤塵データ虚偽記載問題
- 2011年2月17日付で、水島製油所に於いて、同製油所から排出される排ガスに含まれる煤塵の量を、1980年頃から30年以上に亘り、実際には測定していないにもかかわらず、測定したように装う形で、虚偽内容を記載し続けていたことが、各新聞報道などによって発覚した。岡山県は、大気汚染防止法違反に当たるとして、同社に対し行政指導を行った[33][34]。

- また、この件を受けて、同社が煤塵濃度の測定について、同社ならびにグループ会社に対して実態調査を実施したところ、和歌山石油精製海南工場（和歌山県海南市）に於いて、40年以上にわたり測定が未実施となっていたことが判明した[35]。

#### 液化石油ガスタンクの保安検査での虚偽報告
- 2012年7月、水島製油所において、2000年以降に実施した保安監査で、液化石油ガス（LPG）のデータに虚偽記載が行われていたことが明らかになった。内容としては、無届での補修工事や、補修前のデータを実際より優良であるかのように誤認させるなどであった。同年6月に安全基準に適合しないタンクが発見されたことで、虚偽記載が判明。同社は、問題のタンク並びに、これと関連を持つ製造装置について、安全が確認されるまで使用停止とした[36][37]。

#### 無許可で工事
- 2023年6月、経済産業省はENEOS川崎製油所に対し高圧ガス保安法に基づく完成検査の認定を取り消す行政処分を行った[38]。川崎製油所は2012年以降、同法に基づく設備変更届や完成後検査なしに設備稼働させ、また同様の法令違反を繰り返していた。エネオスは「許可や届け出が必要と認識していなかった」[39][40]。

#### 不適切行為（セクハラ）
- 2022年8月12日付で、会長の杉森務がENEOSホールディングス、日本経団連、石油連盟などの要職を辞任した。辞任理由は当初「一身上の都合」とされていたが、2022年の7月1日の夜、沖縄の得意先である石油販売会社の幹部らとともに利用した、沖縄県那覇市の中心部にある歓楽街・松山の高級クラブでの事件が原因であると2022年9月に報道され、ENEOSホールディングスも公式にそれを認めた[41]。報道によると、女性ホステスの胸をもみ、首を絞めるような格好をキスを強要するなどの不適切な行為を2時間近く続けたほか、ホステスのドレスを強引に脱がせたことで肋骨を骨折する全治2週間のけがを負わせた。被害者はPTSDのような症状に悩まされているという[42]。

- 2023年12月に社長の斉藤猛が、懇親の場において、酒に酔い女性に抱きつくなどの不適切行為を行ったとして解任された[43]。トップが2代続けてセクハラ行為により交代する形となった[42]。

- 2024年2月21日、再生エネルギー事業を行うENEOSグループ企業、ジャパン・リニューアブル・エナジー（JRE）会長の安茂が、懇親の場で女性の体を触るセクハラを行ったとして解任された[44][45]。エネオスHDグループの幹部が3年連続でセクハラにより退任したこととなる[45]。